# Menhir d'Itaida
Le menhir d'Itaida, connu également sous le nom d'Itaidako Zutarria, est un mégalithe datant du Néolithique ou de l'Âge du bronze situé dans les environs de Salvatierra-Agurain, dans la province d'Alava, au Pays basque.

## Situation
Le menhir d'Itaida se trouve à 966 mètres d'altitude.
Il est situé à une quarantaine de kilomètres à l'est de Vitoria-Gasteiz, près d'un carrefour où se trouve le chemin qui va du col d'Opakua à Urbasa.
Les villages les plus proches sont Andoin au nord et Opakua à l'ouest.

## Description
Il s'agit d'une pierre verticale et pointue, qui regarde vers le ciel ; comme la plupart des monuments mégalithiques de la région, le menhir est antérieur à l'an 2 500 av. J.-C..
Il mesure environ 2,50 m de haut.

## Histoire
Le menhir est découvert (ou signalé) en 1981 par José Ignacio Vegas Aramburu.